# 韓成烈
韓 成烈（ハン・ソンリョル 朝鮮語: 한성렬、1954年6月17日-2019年2月19日）は、朝鮮民主主義人民共和国の元外交官。長らく対アメリカ合衆国との折衝役などを担ってきたが、2018年に外務次官を解任、失脚して以降、消息不明の状態となっていたが、2024年7月中旬に脱北した駐キューバ参事官の李日圭（リ・イルギュ）によると、米国のスパイという濡れ衣を着せられ、外務省幹部立会いの下、姜健士官学校で銃殺刑に処されたという。元朝鮮労働党中央委員会政治局委員の韓成龍は兄。

## 経歴
- 1980年 - 金日成総合大学を卒業後に外務省に勤務。
- 1992年 - 外務省米州課長
- 1993年 - 国連北朝鮮代表部公使に就任。
- 2002年から2006年 - 国連次席大使に就任[3]。
- 2007年 - 軍縮平和研究所長に就任。
- 2008年から2013年 - 国連次席大使に就任（2回目）。
- 2016年 - 米国担当外務次官に昇格。核問題の協議を行うために、クアラルンプールでアメリカのガルーチ元国務次官補と接触[4]。
- 2018年 - 崔善姫北米局長が外務次官に昇格。交代させられた韓成烈の動静は不明となる[5]。
- 2019年 -　米国のスパイという濡れ衣を着せられ、外務省幹部立会いの下、姜健士官学校で銃殺刑に処されたという[1]。

## 失脚説
韓国内では、韓成烈が局長級の幹部5人とともに革命化処罰を受け、咸鏡南道の剣徳鉱山で思想教育中との報道がなされている。また、韓国統一部が発行している「北朝鮮人名録」では、2019年版から名前が外されている。失脚の理由として、金正恩朝鮮労働党委員長に提出した米朝首脳会談の提案書を批判されたとも、2013年に粛清された張成沢の件に連座したものとも推測されている。